# Xylotrechus rouyeri
Xylotrechus rouyeri är en skalbaggsart som beskrevs av Maurice Pic 1925. Xylotrechus rouyeri ingår i släktet Xylotrechus och familjen långhorningar. Inga underarter finns listade i Catalogue of Life.